# Ocoliș (okręg Alba)
Ocoliș – wieś w Rumunii, w okręgu Alba, w gminie Ocoliș. W 2011 roku liczyła 341 mieszkańców.